# فيروس التهاب دماغ القديس لويس
فيروس التهاب دماغ القديس لويس (بالإنجليزية: Saint Louis encephalitis virus)‏ هو الفيروس المسبب لالتهاب دماغ القديس لويس.
الفيروس مرتبط بفيروس التهاب الدماغ الياباني فكلاهما من الفيروسات المصفرة ومن جنس الفيروسة المصفرة.